# ينس
ينس (بالألمانية: Jens) هي إحدى بلديات مقاطعة سيلاند في كانتون برن في سويسرا. تبلغ مساحتها 4.6 كيلومتر مربع، ويقدر عدد سكانها بـ 674 نسمة (حسب تعداد ديسمبر 2015).